# Los cocodrilos del barrio
Los cocodrilos del barrio (título original: Die Vorstadtkrokodile) es un telefilme de Alemania Occidental de 1977 dirigido por Wolfgang Becker y protagonizado por Birgit Komanns, Wolfgang Sieling y Rita Ramachers.
La película está basada en la novela de Max von der Grün Vorstadtkrokodile.

## Argumento
El niño Hannes completa una prueba de coraje para finalmente ser aceptado en la pandilla llamada Los cocodrilos. Sin embargo su vida corre justo después peligro y, entre todas las personas, es salvado por el parapléjico Kurt. Él también quiere ser uno de los cocodrilos, pero debido a su parálisis los otros niños lo tratan como a un extraño y además se burlan a menudo de él.
Entonces una noche Kurt observa a una banda de ladrones. Ve en ello su oportunidad: con su ayuda, los cocodrilos suburbanos quieren atrapar a los perpetradores. De esa manera comienza una emocionante aventura durante la cual los niños tendrán que revisar algunos de sus prejuicios.

## Reparto
| Actor              | Personaje                  |
| ------------------ | -------------------------- |
| Birgit Komanns     | Kurt                       |
| Wolfgang Sieling   | Olaf                       |
| Rita Ramachers     | Maria                      |
| Thomas Bohnen      | Hannes                     |
| Thomas Müller      | Peter                      |
| Josef Sieger       | Willi                      |
| Holger Schneider   | Otto                       |
| Heinz Bäther       | Theo                       |
| Sandra Müller      | La hermana pequeña de Theo |
| Martin Semmelrogge | Egon                       |

## Producción
En 1976, cuando Wolfgang encontró el libro Cocodrilos de Max von der Grün, él decidió entonces escribir un guion para filmarlo. Luego se buscó como lugar principal de rodaje una fábrica de ladrillos en desuso. Esa fábrica se encontró en Bracht. Como próximo paso se reclutó a diez alumnos de quinto y sexto grado de la escuela secundaria de Bracht para hacerla.
Una vez organizado todo, Becker filmó la película principalmente en Bracht, Alemania, y allí sobre todo en la ya mencionada fábrica de ladrillos.

## Recepción
La película tuvo gran éxito de audiencia hasta el punto de que se convirtió en un clásico en Alemania. También fue un éxito internacionalmente hasta el punto de que fue enseñado en otros países más de 180 veces. También la crítica valoró muy positivamente la película.
Hoy en día la película ha sido valorada en portales cinematográficos. En IMDb, por ejemplo, con 427 votos registrados, el filme obtiene una media ponderada de 7,6 sobre 10.